# Palmzegge
De palmzegge (Carex muskingumensis) of parapluzegge is een overblijvend kruid die behoort tot de cypergrassenfamilie (Cyperaceae). De soort komt van nature voor in de Verenigde Staten en Canada. Ze is vooral te vinden op enigszins natte en open standplaatsen.
Palmzegges worden veel gekweekt als sierplant voor tuinen en plantsoenen. In Nederland werd de palmzegge in 2003 voor het eerst verwilderd aangetroffen in Bemmel (Lingewaard). Daarna werd de soort ook in andere, nabijgelegen plaatsen in Gelderland verwilderd waargenomen. Nadien volgden er nog waarnemingen uit de provincies Limburg en Zeeland. Palmzegge staat anno 2020 in Nederland te boek als adventief.
De palmzegge wordt in Nederland gemiddeld 60–80 cm hoog en vormt vrij flinke, losse pollen met korte uitlopers. De soort is eenhuizig en bloeit van juni tot en met september. Palmzegges produceren in de Lage Landen geen zaden, maar vermeerderen zich met uitlopers. Jonge exemplaren kunnen soms lijken op ruige zegge (Carex hirta).

## Etymologie
De Nederlandse naam van de plant verwijst naar de lange, spitse bladeren, die als een krans langs de stengel lijken te staan. Deze bladstand wordt vergeleken met een handpalm. De soortaanduiding muskingumensis verwijst naar de Muskingum (een zijrivier van de Ohio), waar de soort werd ontdekt.

## Afbeeldingen

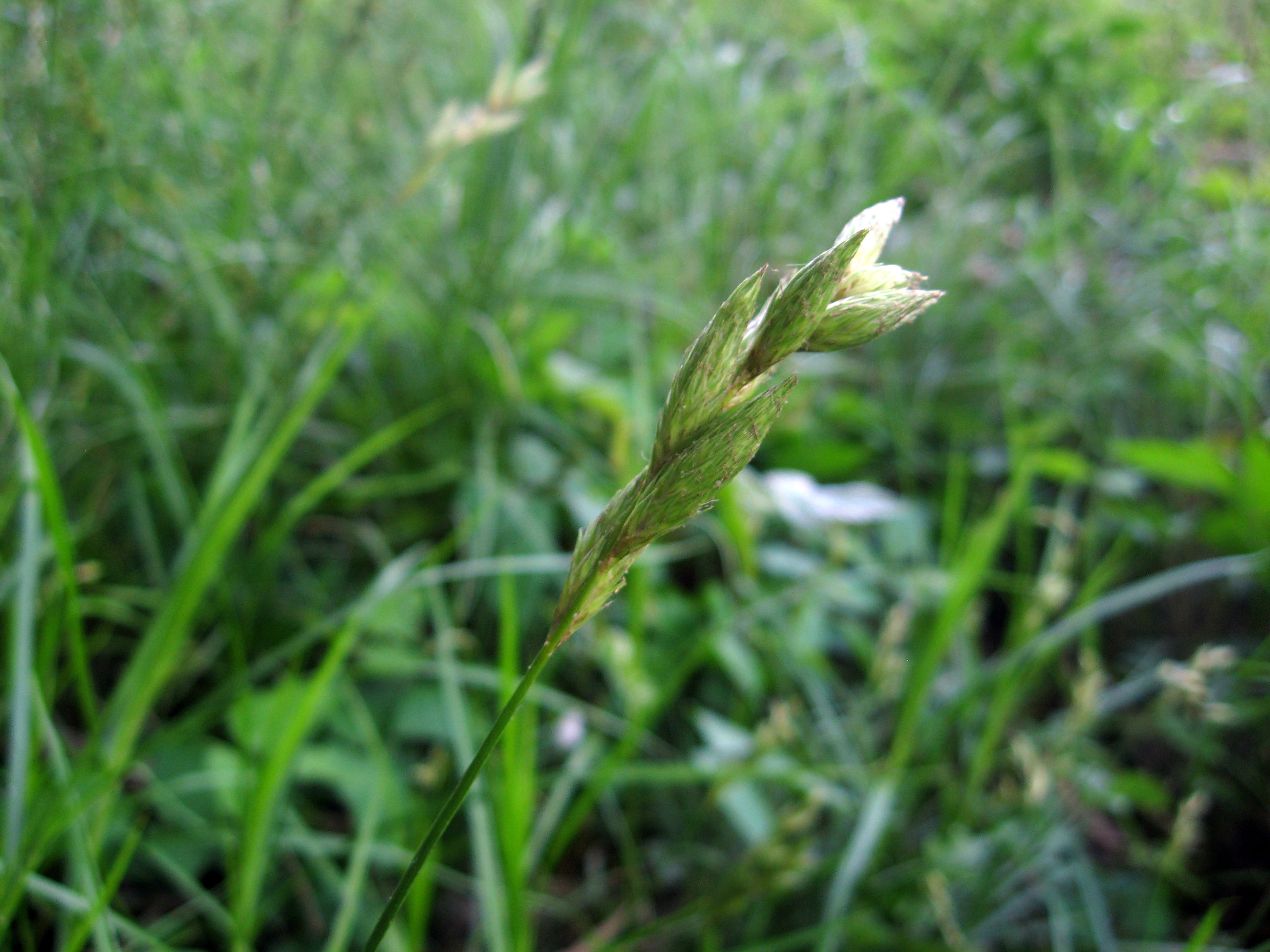
Een wilde palmzegge langs de Clarks River in Kentucky (Verenigde Staten)
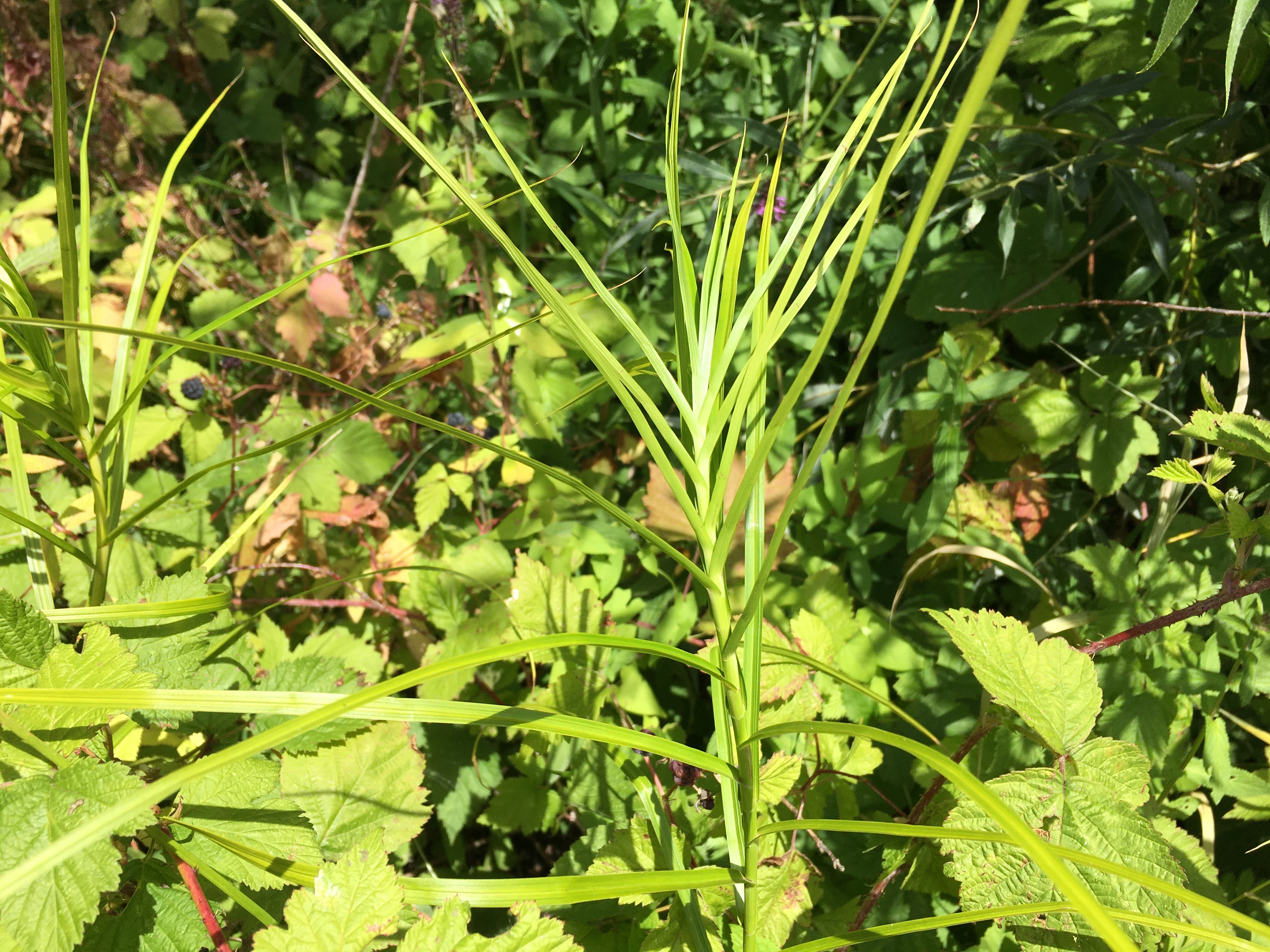
Verwilderde exemplaren in de uiterwaarden van Bemmel (Gelderland)
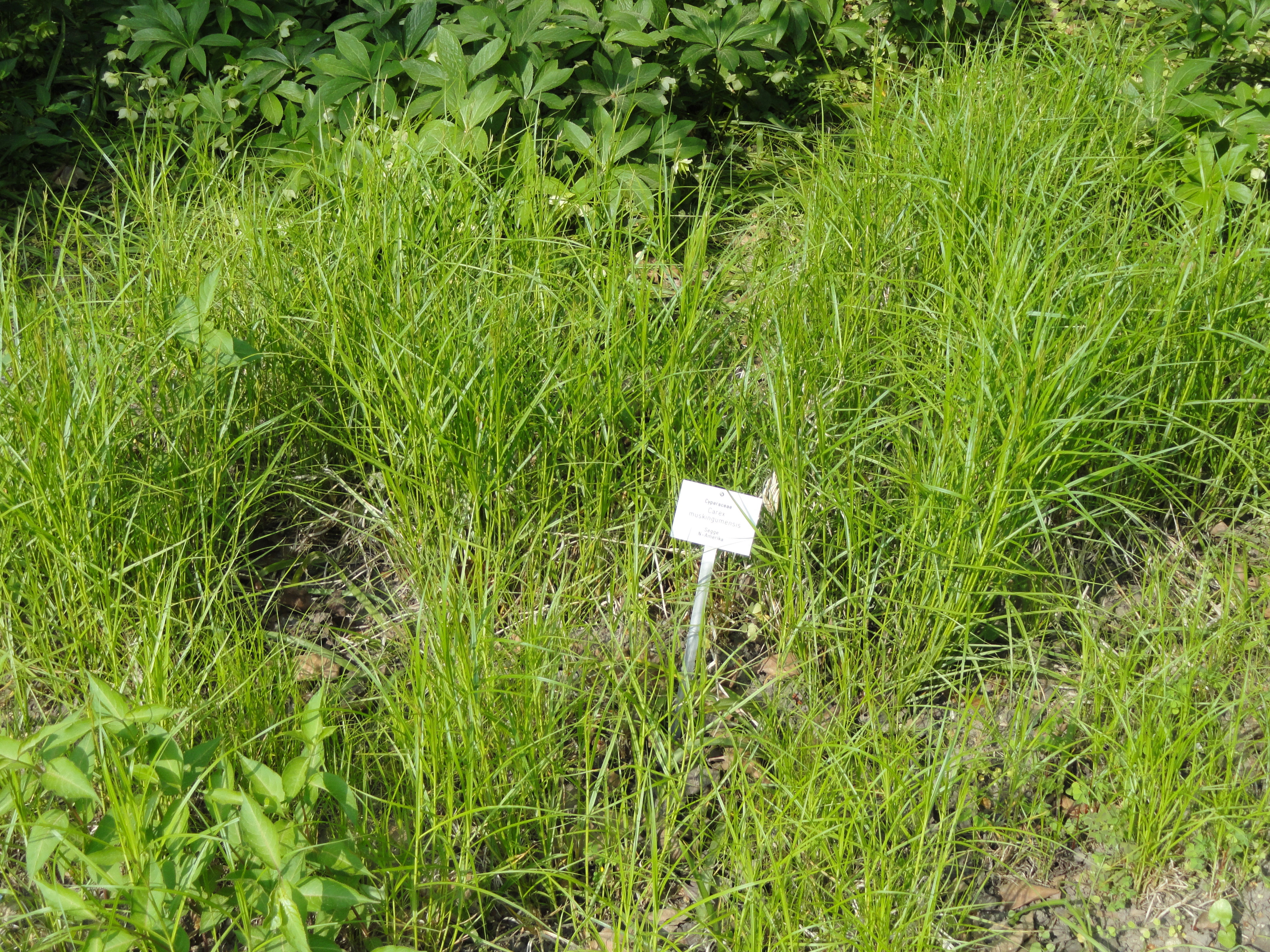
Palmzegges in de Botanischer Garten Freiburg (Duitsland)
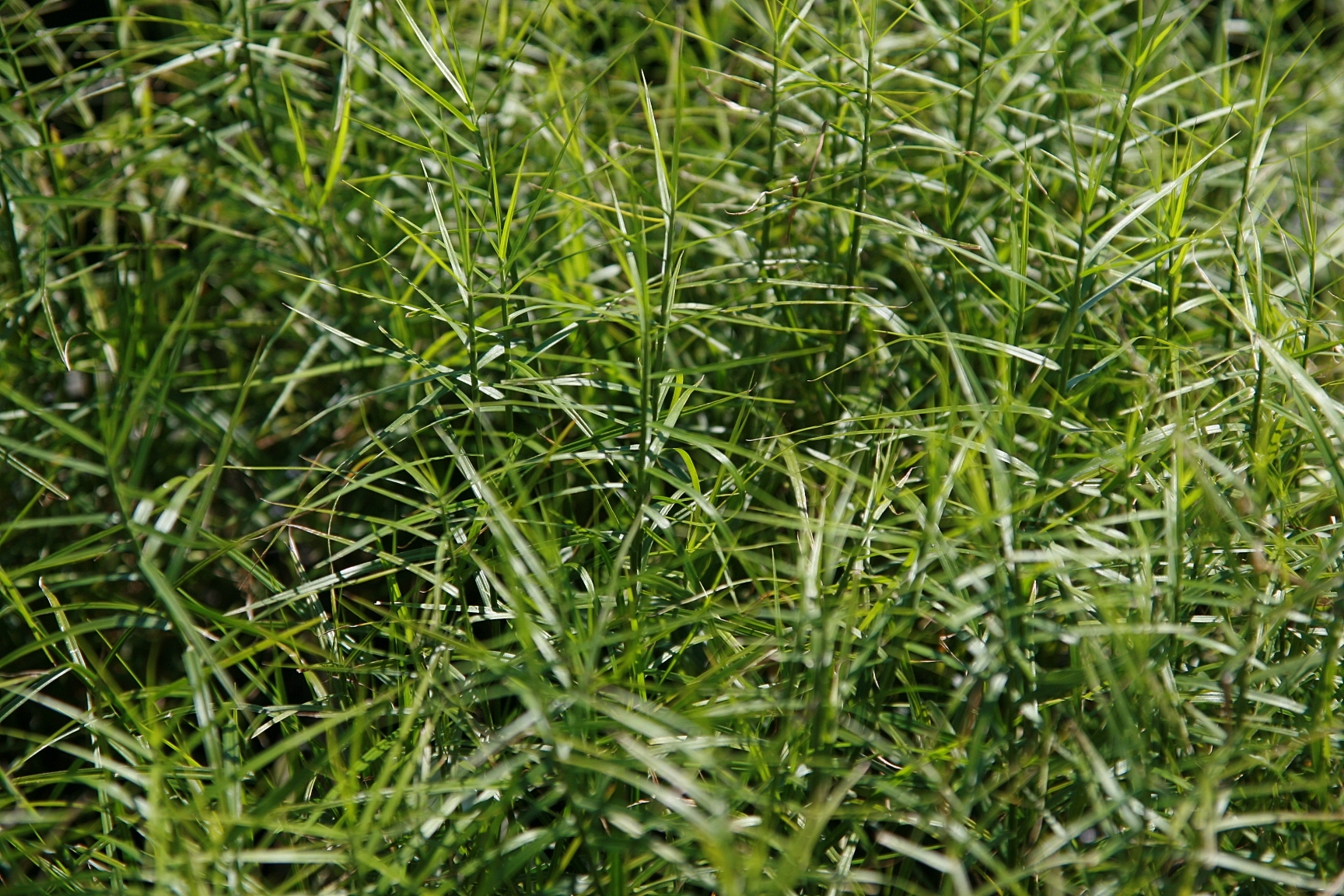
Carex muskingumensis 'Little Midge' (cultivar)